# Bismillah Airlines
Bismillah Airlines — грузовая авиакомпания Бангладеш со штаб-квартирой в Дакке, работающая главным образом на международных направлениях, выполняя регулярные и чартерные рейсы в аэропорты Юго-Восточной Азии. Крупнейшая грузовая авиакомпания страны с частным капиталом.
Портом приписки перевозчика и его главным транзитным узлом (хабом) является международный аэропорт Шахджалал в Дакке, в качестве других узлов компания использует международный аэропорт имени Османи в Силхете и международный аэропорт имени шаха Аманата в Читтагонге.

## Операционная деятельность
Международные направления:
- 2002 год: экспорт 14 тыс. тонн, импорт 6 тыс. тонн
- 2003 год: экспорт 32 тыс. тонн, импорт 8 тыс. тонн

Внутренние направления:
- 3 тыс. тонн ежегодно

## Маршрутная сеть
В 2009 году маршрутная сеть регулярных перевозок авиакомпании охватывала аэропорты следующих городов:
| - Амстердам - Бангкок - Гуанчжоу - Дели | - Дубай - Колката - Куньмин - Лондон | - Люксембург - Маскот - Мумбаи - Сеул | - Стамбул - Торонто - Чунцин - Шанхай |

## Флот
В конце декабря 2008 года воздушный флот авиакомпании Bismillah Airlines составляли следующие самолёты:
- HS-748 — 2 ед., (S2-AEE и S2-AAT в лизинге)
- Ил-18 — 1 ед.
- Ил-76 — 1 ед.
- Ил-96 — 1 ед.
- Ан-26 — 1 ед.
- Ан-12 — 3 ед.
- Ан-124 «Руслан» — 1 ед.
- Boeing 707 — 1 ед.
- Boeing 747 — 2 ед.
- Boeing 737 — 2 ед.
- Boeing 727 — 1 ед.